# John Preston (scrittore 1945)
John Preston (Medfield, 11 dicembre 1945 – Portland, 28 aprile 1994) è stato uno scrittore statunitense, autore di gay erotica e editor di saggi e antologie gay.